# Eva van Manen
Eva van Manen (Amsterdam, 1989) is een Nederlandse zangeres, liedschrijver, muziekproducent, theatermaker en dichter.

## Biografie
Eva van Manen komt uit Amsterdam en leerde op haar zesde piano spelen. Ze studeerde aan de Amsterdamse Toneelschool & Kleinkunstacademie en was na de opleiding betrokken bij theatergroepen De Hollanders en Oostpool. In die hoedanigheid werkte ze onder andere samen met Spinvis en Huub van der Lubbe. Na een aantal jaar theatermaker te zijn geweest, besefte Van Manen dat haar passie bij het maken van muziek lag en legde ze haar focus daarop. 
In 2018 debuteerde ze haar muziek carrière met het album Politiek & liefde, geschreven en geproduceerd door Van Manen zelf. De stijl van dit album is een mix van electronica, hiphop, soul, indie, jazz en Nederlandstalige pop. Het jaar erna werd ze geselecteerd voor de Popronde en in januari 2020 stond ze op Noorderslag. Ze startte hierna een tour door Nederland, maar deze werd na een paar optredens geannuleerd wegens de coronapandemie. Naast haar eigen muziek richtte ze met Josephine Zwaan het platform rosetta. op; een platform dat zich richt op het vergroten van de zichtbaarheid van vrouwelijke en gender non-conforming muziekproducers. Met dit platform organiseert de artiest workshops, panels en summerschools.
Ook bracht ze in 2021 bij uitgever Hollands Diep haar eerste dichtbundel uit. Geveld door Covid-19 brengt een jonge vrouw twee maanden door in bed. Beperkt in haar bewegingsvrijheid, springt ze heen en weer tussen situaties waarin machtsverhoudingen een rol spelen.  
Ze kwam in september 2021 met haar tweede album De diepte in. Vergeleken met het eerste album, legt De diepte in met focus op de sensitiviteit en muzikaliteit en zijn de teksten meer poëtisch. De muzikanten die op het album zijn te horen, naast Van Manen als zangeres en producer, zijn Xander Vrienten (bas), Kick Woudstra (drums), Rory Ronde (gitaar), Floris van der Vlugt (saxofoon) en Jordy Kalfsvel (keys). Eind 2021 en begin 2022 toerde de zangeres met dit album door Nederland. In 2023 bracht de artiest de EP Le Hérou uit, die ze maakte tijdens een reis van tweeënhalve maand in de Ardennen.